# Filmographie de Tina Fey
Pour un article plus général, voir Tina Fey.

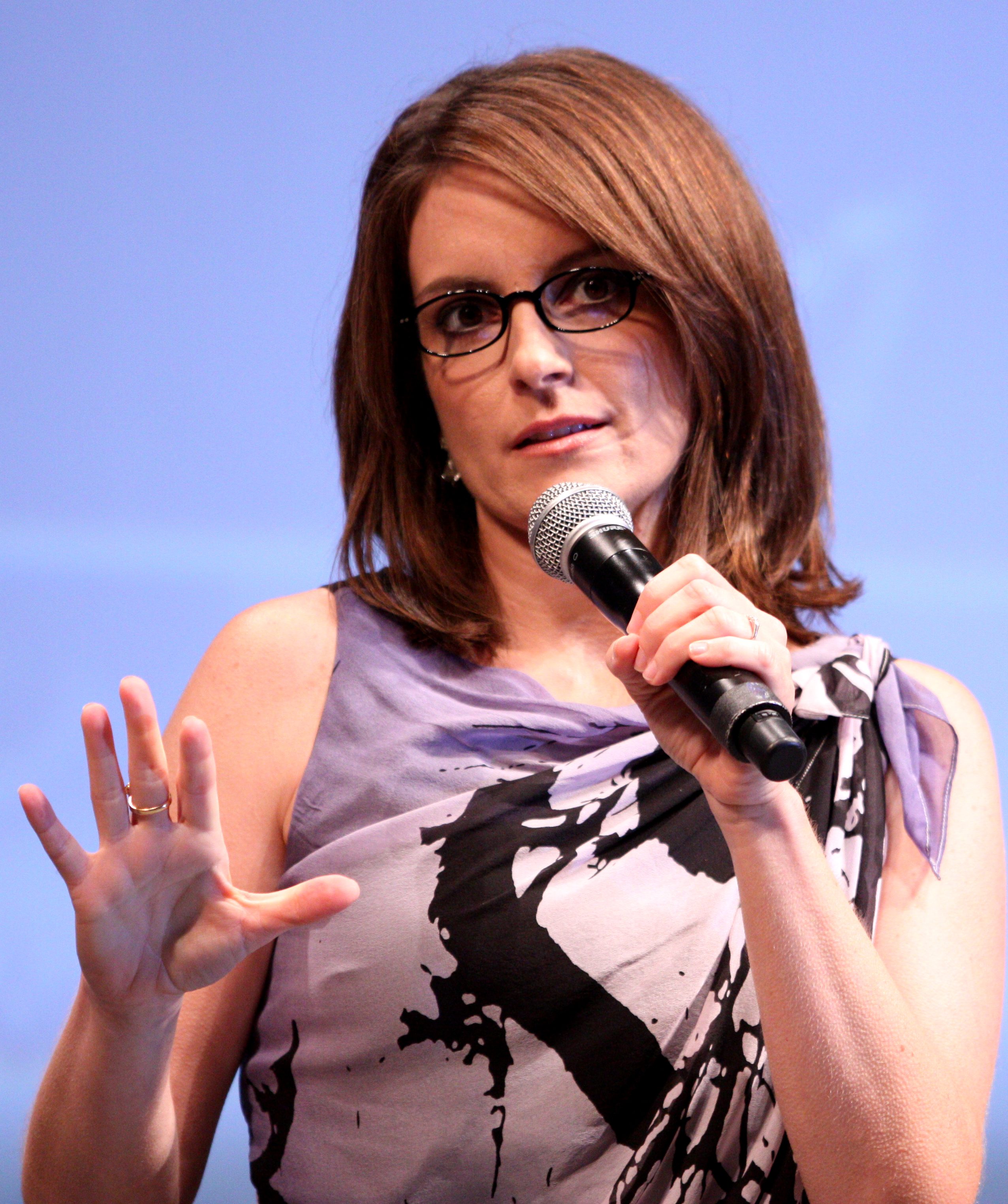
Tina Fey au Comic Con de San Diego, en 2010.

Voici la filmographie complète de Tina Fey au cinéma et à la télévision, précisant la fonction occupée.

## Film
| Année | Titre                                                | Crédit     | Crédit      | Crédit  | Crédit                           | Notes                                                         | Ref.  |
| Année | Titre                                                | Scénariste | Productrice | Actrice | Rôle                             | Notes                                                         | Ref.  |
| ----- | ---------------------------------------------------- | ---------- | ----------- | ------- | -------------------------------- | ------------------------------------------------------------- | ----- |
| 2002  | Martin & Orloff                                      |            |             | Oui     | La femme du sud                  |                                                               |       |
| 2004  | Lolita malgré moi                                    | Oui        |             | Oui     | Ms. Norbury                      | Basé sur le livre Queen Bees and Wannabes de Rosalind Wiseman |       |
| 2006  | Beer League                                          |            |             | Oui     | Front Desk Girl                  |                                                               |       |
| 2006  | Man of the Year                                      |            |             | Oui     | Elle-même                        |                                                               |       |
| 2007  | Aqua Teen Hunger Force Colon Movie Film for Theaters |            |             | Oui     | Giant Burrito                    | Voix                                                          |       |
| 2008  | Baby Mama                                            |            |             | Oui     | Kate Holbrook                    |                                                               |       |
| 2008  | Ponyo sur la falaise                                 |            |             | Oui     | Lisa                             | Voix; doublage anglais                                        |       |
| 2009  | The Invention of Lying                               |            |             | Oui     | Shelley                          |                                                               |       |
| 2010  | Crazy Night                                          |            |             | Oui     | Claire Foster                    |                                                               |       |
| 2010  | Megamind                                             |            |             | Oui     | Roxanne Ritchi                   | Voix                                                          |       |
| 2013  | Admission                                            |            |             | Oui     | Portia Nathan                    |                                                               |       |
| 2013  | Légendes vivantes                                    |            |             | Oui     | reporter d'Entertainment Tonight | Caméo                                                         |       |
| 2014  | Opération Muppets                                    |            |             | Oui     | Nadya                            |                                                               |       |
| 2014  | C'est ici que l'on se quitte                         |            |             | Oui     | Wendy Altman                     |                                                               | [ 1 ] |
| 2015  | Au royaume des singes                                |            |             | Oui     | Narratrice                       | Documentaire                                                  | [ 2 ] |
| 2015  | Sisters                                              |            | Oui         | Oui     | Katie Ellis                      |                                                               | [ 3 ] |
| 2016  | Whiskey Tango Foxtrot                                |            | Oui         | Oui     | Kim Baker                        | Basé sur le livre The Taliban Shuffle de Kim Baker            | [ 4 ] |

## Télévision
| Année        | Titre                                               | Crédit     | Crédit                | Crédit | Crédit  | Crédit                | Notes                                                                   | Ref.   |
| Année        | Titre                                               | Scénariste | Productrice exécutive | Hôte   | Actrice | Rôle                  | Notes                                                                   | Ref.   |
| ------------ | --------------------------------------------------- | ---------- | --------------------- | ------ | ------- | --------------------- | ----------------------------------------------------------------------- | ------ |
| 1998–2006    | Saturday Night Live                                 | Oui        |                       |        | Oui     | Personnages variés    | Scénariste principal, scénariste (171 épisodes), actrice (130 épisodes) |        |
| 1999         | Upright Citizens Brigade                            |            |                       |        | Oui     | Kerri Downey          | 1 episode                                                               |        |
| 1999         | Saturday Night Live 25                              | Oui        |                       |        |         |                       | TV special                                                              |        |
| 2002         | The Colin Quinn Show                                | Oui        |                       |        |         |                       | Scénariste (3 episodes)                                                 |        |
| 2002         | NBC 75th Anniversary Special                        | Oui        |                       |        |         |                       | TV special                                                              |        |
| 2002         | Saturday Night Live Christmas 2002                  | Oui        |                       |        |         |                       | TV special                                                              |        |
| 2004         | Soundtracks Live                                    |            |                       |        | Oui     | Grandma Helen         | TV movie                                                                |        |
| 2005         | ASSSSCAT Improv                                     |            |                       |        | Oui     | Performeur            | TV special                                                              |        |
| 2006–13      | 30 Rock                                             | Oui        | Oui                   |        | Oui     | Liz Lemon             | Creatrice; scénariste (29 episodes), actrice (138 episodes)             |        |
| 2007         | Sesame Street                                       |            |                       |        | Oui     | Bookaneer Captain     | 1 episode                                                               |        |
| 2007         | Saturday Night Live in the 90's: Pop Culture Nation | Oui        |                       |        |         |                       | Documentaire                                                            |        |
| 2007–09      | Kenneth the Web Page                                | Oui        | Oui                   |        |         |                       | Web série; créatrice (29 épisodes)                                      |        |
| 2008–15      | Saturday Night Live                                 |            |                       | Oui    |         | Elle-même (invitée)   | 5 episodes                                                              |        |
| 2008–16      | Saturday Night Live                                 |            |                       |        | Oui     | Sarah Palin           | 7 episodes                                                              |        |
| 2009         | Bob l'éponge                                        |            |                       |        | Oui     | Herself               | Voice. Episode: SpongeBob's Truth or Square                             |        |
| 2009         | Phinéas et Ferb                                     |            |                       |        | Oui     | Annabelle             | Voix. Episode: Run Candace, Run                                         |        |
| 2010         | 30 Rock: Cerie's Vlog                               | Oui        | Oui                   |        |         |                       | Web series                                                              |        |
| 2011-2015    | Saturday Night Live                                 | Oui        |                       |        |         |                       | Scénariste (2 épisodes)                                                 |        |
| 2012         | iCarly                                              |            |                       |        | Oui     | Elle-même             | Episode: "iShock America"                                               |        |
| 2013         | 70th Golden Globe Awards                            | Oui        |                       | Oui    |         |                       | TV special; contenu additionnel                                         |        |
| 2013         | Conan                                               |            |                       |        | Oui     | Conan O'Brien         | 1 episode                                                               |        |
| 2013         | Les Simpson                                         |            |                       |        | Oui     | Mrs. Cantwell         | Voix. Episode: Au beurre noir'                                          |        |
| 2013         | The Awesomes                                        |            |                       |        | Oui     | The Advocate          | Voix. Episode: "Pilot, Part 2"                                          |        |
| 2014         | 71st Golden Globe Awards                            | Oui        |                       | Oui    |         |                       | TV special; contenu additionnel                                         | [ 5 ]  |
| 2014         | Cabot College                                       |            | Oui                   |        |         |                       | Pilote                                                                  | [ 6 ]  |
| 2015         | 72nd Golden Globe Awards                            | Oui        |                       | Oui    |         |                       | TV special; contenu additionnel                                         | [ 5 ]  |
| 2015         | Family Fortune                                      |            | Oui                   |        |         |                       | Pilote                                                                  | [ 7 ]  |
| 2015–present | Unbreakable Kimmy Schmidt                           | Oui        | Oui                   |        | Oui     | Marcia, Andrea Bayden | Co-créatrice; scénaristes (5 episodes), actrice (7 episodes)            | [ 8 ]  |
| 2015         | Inside Amy Schumer                                  |            |                       |        | Oui     | Herself               | Episode: "Last Fuckable Day"                                            |        |
| 2015         | Saturday Night Live 40th Anniversary Special        | Oui        |                       |        |         |                       | TV special                                                              |        |
| 2016         | Maya & Marty                                        |            |                       |        | Oui     | Variés                | Episode: "Steve Martin & Tina Fey"                                      |        |
| 2016         | Difficult People                                    |            |                       |        | Oui     | Tina Fey              | Episode: "Unplugged"                                                    |        |
| 2016         | The Kicker                                          |            | Oui                   |        |         |                       | Pilote                                                                  | [ 9 ]  |
| 2017         | Great News                                          |            | Oui                   |        |         |                       |                                                                         | [ 10 ] |

## Jeux vidéo
| Année | Titre            | Rôle     | Notes   |
| ----- | ---------------- | -------- | ------- |
| 1997  | Medieval Madness | Princess | Flipper |

## Théâtre
| Année | Titre        | Rôle   | Notes                      |
| ----- | ------------ | ------ | -------------------------- |
| 2000  | Dratch & Fey | Variés | off-Broadway               |
| 2018  | Mean Girls   |        | Broadway, auteur du livret |